# مشبوه
مشبوه هو طعام مميّز في الإسلام في الدول غير الإسلامية. تعني هذه الكلمة حرفياً «مشكوك فيه» أو «مشتبه به»، الأطعمة التي تمتلك ملصق مكتوب عليه مشبوه فهذا يعني أنه من غير الواضح فيما إذا كان الطعام حلال (استهلاكه مسموح) أو حرام (استهلاكه ممنوع).